# Utami Dewi

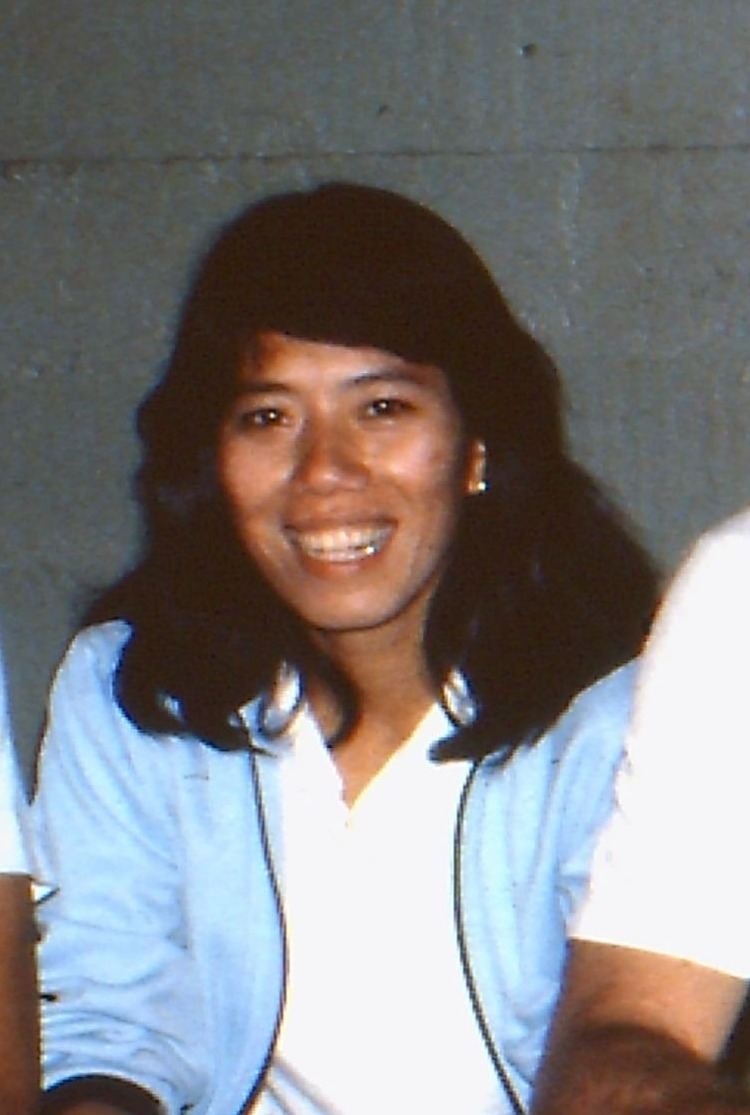
Utami Dewi

Utami Dewi (* 16. Juni 1951 in Surabaya, auch als Nio Pik Wan bekannt, verheiratete Utami Kinard) ist eine ehemalige indonesische Badmintonspielerin. Sie wurde 1975 Weltmeisterin mit der indonesischen Damenmannschaft sowie 1969 und 1972 Vizeweltmeisterin. Später wanderte sie in die USA aus. Rudy Hartono ist ihr Bruder, Zulkarnain Kurniawan war ihr Vater.

## Karriere
Im Endspiel um den Uber Cup 1969 traf das aufstrebende indonesische Team auf Japan, verlor jedoch mit 1:6. Utami Dewi unterlag in diesem Finale im Einzel Tomoko Takahashi mit 3:11 und 8:11.
1972 erging es den Indonesierinnen nicht besser. Auch diesmal gab es eine hohe 1:6-Niederlage zu verzeichnen. Dewi verlor dabei erneut ihr Einzel, diesmal gegen Noriko Nakayama mit 2:11 und 0:11.
Drei Jahre später konnten die Indonesierinnen ihren Kontrahentinnen endlich den Cup entreißen und vor heimischem Publikum mit 5:2 gewinnen. Dewi unterlag im Einzel jedoch einmal mehr Noriko Nakayama mit 5:11 und 3:11.
In den Einzeldisziplinen gewann Utami Dewi 1971 das Dameneinzel bei den Asienmeisterschaften. Bei Olympia 1972, wo Badminton als Demonstrationssportart ausgetragen wurde, scheiterte sie im Finale erneut an Noriko Nakayama. In Indonesien wurde sie mehrfach nationale Meisterin im Dameneinzel und -doppel. 1981, nach ihrer Heirat mit US-Badmintonstar Chris Kinard, gewann sie auch die US-Meisterschaften im Dameneinzel.